# Huckleberry Finn (film, 1931)
Pour les articles homonymes, voir Huckleberry Finn (homonymie).
Pour plus de détails, voir Fiche technique et Distribution.
Huckleberry Finn est un film américain réalisé par Norman Taurog et sorti en 1931.
C'est une suite du film Tom Sawyer sorti l'année précédente avec les mêmes acteurs.

## Synopsis
Runaway Huck Finn descend le Mississippi en radeau avec ses amis...

## Fiche technique
- Réalisation : Norman Taurog
- Scénario : Grover Jones, William Slavens McNutt d'après le roman de Mark Twain
- Producteurs : Adolph Zukor, Jesse L. Lasky
- Production :  Paramount Pictures
- Photographie : David Abel
- Durée : 80 minutes
- Dates de sortie: 
  - États-Unis : 7 août 1931

## Distribution
- Jackie Coogan : Tom Sawyer
- Junior Durkin : Huckleberry Finn
- Mitzi Green : Becky Thatcher
- Jackie Searl : Sid Sawyer
- Clarence Muse : Jim
- Eugene Pallette : Duke
- Oscar Apfel : King
- Warner Richmond : Pap Finn
- Clara Blandick : tante Polly
- Jane Darwell : veuve Douglas
- Frank McGlynn Sr. (non crédité) : le deuxième enseignant